# Guiaçadim
Guiaçadim (fl.  1223–1226) era um turcomano membro da dinastia seljúcida de Rum e marido da rainha Russudana da Geórgia (r. 1223–1245) de c. 1223 a 1226. Filho do emir de Erzurum, se converteu ao cristianismo por ordem de seu pai para poder se casar com Russudana. Sua posição na corte era fraca e o relacionamento conjugal foi prejudicado devido à infidelidade de Russudana. Mudou de um lado a outro na divisão religiosa e política durante a invasão corásmia da Geórgia em 1226. À época, foi repudiado por Russudana, e depois sumiu dos registros, deixando dois filhos, Tamara e Davi VI (r. 1245–1259).

## Vida

### Origens
Guiaçadim nasceu em data desconhecido. Era o filho mais novo de Tugril ibne Quilije Arslã, o sultão seljúcida de Erzurum, e sua esposa, filha de Ceifadim Beguetimur, o governante de Aquelate. Tugril Xá recebeu Elbistane como apanágio após a divisão do Sultanato de Rum por seu pai Quilije Arslã II em 1192, mas mudou, em cerca 1201, para Erzurum. Ele parece ter sido tributário do Reino da Geórgia por pelo menos parte de seu reinado.
O nome original do consorte de Russudana não é registrado em fontes georgianas ou muçulmanas. Guiaçadim é um lacabe relatado pelo estudioso egípcio do século XIII ibne Abedal Zair. O historiador georgiano João, escrevendo no início do século XIX, postula que o marido de Russudana foi nomeado Demétrio (Dimitri) após sua conversão ao cristianismo na Geórgia.

### Casamento
Segundo fontes muçulmanas, Russudana casou-se com um filho do emir de Erzurum em 620 AH (1223/1224). A anônima Crônica dos 100 Anos do século XIV, parte das Crônicas da Geórgia, relata que o jovem príncipe seljúcida havia sido mantido na corte da Geórgia como refém, a fim de garantir a lealdade de Erzurum. Russudana gostava dele e o tomou como marido. O erudito árabe contemporâneo Abdalatife também confirma que foi Russudana quem optou pelo príncipe seljúcida, mas Ali ibne Alatir afirma que foi o próprio emir de Erzurum que propôs o casamento para defender seu país das invasões georgianas. Depois que os georgianos rejeitaram o pedido do emir por ser muçulmano, ordenou que seu filho se convertesse ao cristianismo, fato descrito por ibne Alatir como "uma estranha mudança de eventos sem paralelo".
Os anais da Geórgia relataram que Guiaçadim era um homem bonito e fisicamente forte. Por volta dos 17 anos, na época do casamento, era mais jovem que Russudana, que é descrita por unanimidade pelas fontes medievais como uma mulher bonita e dedicada ao prazer. Relatando seus escandalosos casos amorosos e estilo de vida adúltero, ibne Alatir relata que numa ocasião Russudana foi surpreendida pelo marido na cama, nos braços de um escravo ("mameluco"). Como Guiaçadim se recusou a tolerar esse fato, ibne Alatir continua, Russudana mandou que se mudasse para "outra cidade" sob estrita supervisão. O autor muçulmano ressalta a "posição fraca" que o príncipe seljúcida tinha na corte da Geórgia. As evidências sugerem que era desprovido do alto estatuto e prestígio de que gozavam os antigos reis da Geórgia, especialmente o pai de Russudana, Davi Soslano, marido da rainha Tamar. As fontes da Geórgia não lhe dão o título de rei e não o denunciam como comandante do exército ou envolvido em assuntos estatais. Seu nome não aparece nas moedas emitidas em nome de Russudana.
Guiaçadim e Russudana tiveram dois filhos, Tamar e Davi. Tamar se casou com seu primo, o sultão de Rum Caicosroes II (r. 1237–1246) e tornou-se mais conhecido por seu apelido Gurcu Catum. Davi se tornou o rei da Geórgia após a morte de Russudana em 1245 e era antepassado da primeira dinastia do Reino de Imerícia no oeste da Geórgia. Em 1226, o xá corásmio Jalaladim Mingueburnu (r. 1220–1231) conquistou a capital georgiana de Tbilisi, colocando a rainha Russudana em fuga para seus domínios ocidentais, Guiaçadim se converteu ao islamismo e, segundo o cronista Anaçaui, obteve amã (segurança) de Jalaladim. No entanto, depois que o xá corásmio partiu para sitiar Aquelate, Guiaçadim retornou ao cristianismo, desertou para os georgianos e os informou sobre a fraqueza de uma guarnição corásmia em Tbilisi. Russudana parece ter repudiado o casamento com Guiaçadim na mesma época e ele desaparece das fontes a partir de então.